# دريكسيا (فلم)
دريكسيا هو فيلم وثائقي غاني للمخرجة والمنتجة الغانية الأمريكية أكوسوا أدوما أوسو بالتعاون مع معهد كاليفورنيا للفنون صدر في عام 2010.
شهد الفيلم عرضه الافتتاحي الأول في مهرجان روتردام السينمائي الدولي في عام 2011 كما شارك في "Video Studio: Changing Same" في متحف الاستوديو في هارلم في نيويورك.

## القصة
استوحى اسم الفيلم من الفرقة الأسطورية دريكسيا في ديترويت.
يصور الفيلم مسبحا عاما على شاطئ ريفييرا في مدينة أكرا الغينية بعد أن أضحى مهجورا وفي حالة سيئة. بعد أن كان الشاطئ في وقت من الزمن معروفًا بأنه الأفضل في البلاد. فخلال حقبة ما بعد الاستعمار، في بداية عهد كوامي نكروما، كان ريفييرا يحوي ناطحات سحاب فاخرة وفنادق من فئة خمس نجوم حتى منتصف السبعينيات. وكان الحوض يستخدم كمسبح أولمبي لكنه أصبح الآن في حالة سيئة، ويستخدم من قبل السكان لأغراض آخرى غير السباحة.
الفيلم الوثائقي مستوحى من الأساطير الأفرو-مستقبلية التي روجتها فرقة دريكسيا التي تتخذ من ديترويت مقراً لها. يقترحون أن دريكسيا هي شبه القارة الأسطورية تحت الماء يسكنها الأطفال الذين لم يولدوا بعد من النساء الأفريقيات الذين ألقوا في البحر أثناء تجارة الرقيق عبر المحيط الأطلسي. لقد تكيف هؤلاء الأطفال وتطوروا ليتنفسوا تحت الماء.

## ترشيحات وجوائز
- 2011 : مهرجان غواناخواتو السينمائي الدولي - (أفضل فيلم تجريبي).[6]
- 2011 : مهرجان السينما الإفريقية بقرطبة - (تنويه خاص في الدورة الثامنة).[7]
- 2011 : مهرجان بلاك ماريا السينمائي - جائزة لجنة التحكيم.[8]
- 2011 : "مهرجان نيويورك السينمائي الأفريقي".[9]

## روابط خارجية
- مقالات تستعمل روابط فنية بلا صلة مع ويكي بيانات